# Alopecosa mojonia
Alopecosa mojonia là một loài nhện trong họ Lycosidae.
Loài này thuộc chi Alopecosa. Alopecosa mojonia được Cândido Firmino de Mello-Leitão miêu tả năm 1941.